# أندريه لويس
أندريه لويس (بالإنجليزية: Andre Lewis) (12 أغسطس 1994 بسبانيش تاون في جامايكا - ) هو لاعب كرة قدم جامايكي في مركز الوسط. شارك مع منتخب جامايكا تحت 17 سنة لكرة القدم ومنتخب جامايكا تحت 20 سنة لكرة القدم ومنتخب جامايكا لكرة القدم. أما مع النوادي، فقد لعب مع فانكوفر وايتكابس ونادي بورتمور يونايتد وتشارلستون بيتري وبروتلاند تمبرز 2 وWhitecaps FC 2 ‏.

## وصلات خارجية
- أندريه لويس على موقع الدوري الأمريكي (الإنجليزية)
- أندريه لويس على موقع قاعدة بيانات كرة القدم.إي يو (الإنجليزية)
- أندريه لويس على موقع قاعدة بيانات كرة القدم.إي يو (الإنجليزية)
- أندريه لويس على موقع ناشيونال فوتبول تيمز (الإنجليزية)
- أندريه لويس على موقع Soccerway.com (الإنجليزية)
- أندريه لويس على موقع عالم كرة القدم.نت (الإنجليزية)
- أندريه لويس على موقع AS.com (الإسبانية)